# La République des Pyrénées
Cet article possède un paronyme, voir La Nouvelle République des Pyrénées.
La République des Pyrénées est un quotidien départemental français, diffusé principalement en Béarn et Soule. Son siège se trouve à Pau, dans les Pyrénées-Atlantiques. Le journal compte par ailleurs des agences à Orthez et Oloron-Sainte-Marie.

## Ligne éditoriale
La République des Pyrénées est un journal né "de la volonté des responsables de la résistance à proposer un journal indépendant" et le journal revendiquait alors un positionnement à gauche alors que, sur la même zone, L'Éclair se situait plutôt au centre-droit.
Appelé communément par les gens de la région La République, et le plus souvent « la Rép », le quotidien partage ses locaux et une grande partie de ses articles avec le journal L'Éclair des Pyrénées, mais chacun garde des spécificités, comme leurs éditoriaux.
Au printemps 2022, La République des Pyrénées lance sa web TV, La Rép' des Pyrénées TV, avec une grille de programmes hebdomadaire.

## Diffusion
La République des Pyrénées est, de loin, le quotidien le plus lu de sa zone puisqu'il est vendu chaque jour à plus de 26 000 exemplaires contre 5 500 pour L'Éclair et 9 000 pour l'édition Béarn de Sud Ouest.
Aides à la presse d'information : en 2022, La République des Pyrénées est le 8e média en montant de subventions d'aides à la presse en France avec 1,3 million € d'aide directe.
La République des Pyrénées est aussi leader de l'information numérique au niveau local, avec chaque mois plus de 4,5 millions de visites et plus de 15 millions de pages vues sur le site www.larepubliquedespyrenees.fr et ses applications mobiles. La République est également très présente sur les réseaux sociaux avec près de 145 000 abonnés sur Facebook (la plus grosse communauté du Béarn), 22200 sur Instagram et 17700 sur Twitter.
Le quotidien possède aussi un site internet, qui, outre les informations nationales, relaie des informations régionales concernant plus particulièrement les départements limitrophes, situés dans les régions Nouvelle-Aquitaine ou Occitanie : les Hautes-Pyrénées et l'agglomération de Tarbes-Lourdes (voisines orientales, domaine de diffusion de La Nouvelle République des Pyrénées, du groupe La Dépêche) ainsi que le Gers, les Landes et le Pays basque. Internet permet aussi d'élargir l'audience au-delà des Pays de l'Adour.
Chaque année, l'Alliance pour les chiffres de la presse et des médias annonce la diffusion moyenne quotidienne de la version papier :
| Année                      | 2019   | 2020   | 2021   | 2022   | 2023   | 2024   |
| -------------------------- | ------ | ------ | ------ | ------ | ------ | ------ |
| La République des Pyrénées | 26 115 | 26 349 | 26 069 | 25 546 | 24 979 | 24 433 |

## Organigramme
Jean-Pierre Cassagne quitte son poste de PDG de Pyrénées Presse après 26 ans, en juin 2011, remplacé par Christophe Galichon jusqu'en 2017. Aujourd'hui, son rédacteur en chef est Nicolas Rebière (également directeur de la publication) et son président directeur général est Patrick Venries.

## Identité visuelle

Ancien logo.
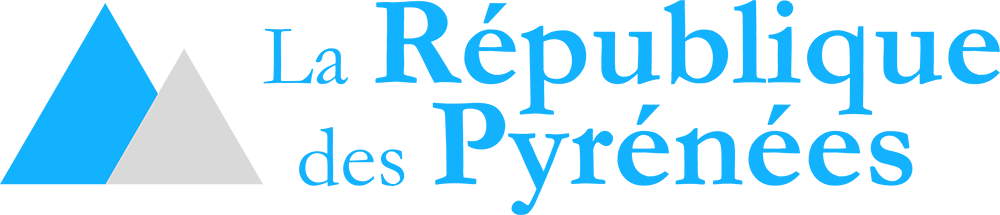
Logo jusqu'en 2024.
Logo actuel depuis 2024.